# Агенция за борба с наркотиците
Агенцията за борба с наркотиците (на английски: Drug Enforcement Administration; DEA) е американска федерална служба, подчинена на Департамента по правосъдие на САЩ и занимаваща се с борба срещу трафика на наркотици и разпространението им в САЩ. Това е водещата агенция за вътрешно правоприлагане на Закона за контролираните вещества, споделяйки съвместна юрисдикция с Федералното бюро за разследване (ФБР), Имиграционната и митническата полиция, Службата за митническа и гранична защита и Департамента за вътрешна сигурност на САЩ. Тя има отговорността да координира и води американските разследвания за наркотици както в САЩ, така и в чужбина.

## История
Агенцията е основана на 1 юли 1973 г. по силата на план за реорганизация, подписан от американския президент Ричард Никсън. Той предвижда създаването на единна федерална агенция за правоприлагане на законите за наркотици, както и да консолидира и координира всички дейности за контрол на наркотиците на правителството. Конгресът на САЩ приема предложението, тъй кат ое загрижен за разрастването на пазара на наркотиците в страната. Така са слети няколко служби, образувайки Агенцията за борба с наркотиците.
От създаването си, щаб-квартирата на агенция се намира във Вашингтон, но с разрастването ѝ през 1980-те години води до нуждата от създаването на по-голяма сграда. Разгледани са много възможност, но е решено, че мястото ѝ трябва да е близо до министъра на правосъдието. Така през 1989 г. седалището на DEA е преместено в Арлингтън, Вирджиния.
През февруари 2003 г. агенцията създава дигитална лаборатория за улики.